# Родольфо Волш
Родольфо Хорхе Волш (англ. Rodolfo Jorge Walsh; 9 січня 1927 — 25 березня 1977) — аргентинський письменник і журналіст ірландського походження. Автор роману «Операція Різанина», який вважається першим у своєму жанрі. Однією з його найвідоміших робіт став «Відкритий лист письменника військовій хунті», який він опублікував за день до свого вбивства.

## Ранні роки
Родольфо Хорхе Волш народився 9 січня 1927 року на фермі у місті Ламарке, провінція Ріо-Негро, Аргентина, у родині ірландських іммігрантів у третьому поколінні. Після отримання початкової освіти, у 1941 році він переїхав до Буенос-Айреса, щоб відвідувати середню школу. В університеті почав вивчати філософію, але зрештою покинув навчання. Змінив ряд професій, серед яких офісний працівник м'ясокомбінату, робітник, посудомийник, продавець антикваріату, мийник вікон. У віці 18 років почав працювати коректором у газеті.

## Журналізм
У 1951 році Волш почав працювати у виданнях «Leoplán» і «Vea y Lea». У 1953 році він отримав Муніципальний приз у літературі Буенос-Айреса за книгу оповідань «Варіації червоного» (ісп. Variaciones en Rojo).
Після зустрічі з тими, хто вижив у різанині Хосе Леона Суареса, Волш написав книгу про цю подію. Спочатку «Операція Різанина» була опублікована у травні–липні 1957 року у вигляді серії статей у журналі «Mayoría» з підзаголовком «Книга без видавця». Потім статті перевидалися у вигляді книги. «Операція Різанина» вважається першим романом у жанрі журналістського розслідування, випередивши роман Трумена Капоте «З холодним серцем» на дев'ять років.

## Політична активність
У період між 1944 і 1945 роками Волш був членом Націоналістичного визвольного альянсу (ісп. Alianza Libertadora Nacionalista), угруповання, яке через кілька років він назвав нацистським. Підтримує Визвольну революцію, що скидає демократичний уряд Хуана Домінго Перона, але вже у 1956 критикує встановлену військову диктатуру президента Арамбуру.
Не бувши прихильником Перонізму, у жовтні 1956 року Волш пише в місячному випуску «Leoplán» статтю «Тут вони закрили очі», присвяту морським авіаторам, які померли під час Визвольної революції.
У 1959 році він відвідав Кубу, де зі своїми колегами і земляками Хорхе Рікардо Масетті, Рогеліо Гарсіа Лупо та колумбійським письменником Габрієлем Гарсією Маркесом заснував агенцію «Пренса Латіна». Повернувшись до Аргентини, він працював у журналах «Primera Plana» і «Panorama». Під час диктатури Онганії він заснував тижневик об'єднання «CGTA» (ісп. Confederación General del Trabajo de los Argentinos), яким керував між 1968 і 1970 роками, і який після рейду і затримання Раймундо Онґаро почав видаватися підпільно. Протягом 1972 року він писав для тижневика «Semanario Villero», а з 1973-го у щоденному «Noticias».
До середини 1970-го Волш приєднується до Peronismo de Base, політичного відгалуження Пероністських збройних сил (ісп. Fuerzas Armadas Peronistas), лівого крила пероністів, які в 1973 році об'єдналася з Монтонерос. Родольфо Волш відігравав ключову роль у зборі важливої інформації для Департаменту інформації та розвідки військового секретаріату Монтонерос. У 1974 році у Волша з'являються суперечності з Монтонерос. Він наполягає на припиненні ведення партизанською боротьби, організації масового опору за участі населення та застосуванні зброї лише для захисту життя і свободи.
У 1976 році у відповідь на цензуру, накладену військовою диктатурою, Волш створив підпільне інформагентство «ANCLA» та систему персонального розповсюдження інформації «Інформаційну мережу».
29 вересня 1976 року донька Волша, Марія Вікторія, загинула у віці 26 років в результаті сутички з армією. Того ж року у Мендосі був убитий його друг Франсиско Урондо.

## Смерть
25 березня 1977 року, через день після публікації «Відкритого листа письменника військовій хунті» (ісп. Carta Abierta de un Escritor a la Junta Militar), на перехресті вулиць Сан-Хуан й Ентре-Ріос у Буенос-Айресі, група солдатів зупинила Волша з вимогою здатися. Волш почав чинити опір, почалася стрілянина, в результаті якої Родольфо Волша смертельно поранили з кулемета. 26 жовтня 2005 року було заарештовано дванадцять військовослужбовців, підозрюваних у причетності до вбивства Волша.

## Доробок
- «Diez cuentos policiales» (1953)
- «Variaciones en rojo» (1953)
- «Antología del cuento extraño» (1956)
- «Operación Masacre» (1957)
- «La granada» (1965, teatro)
- «La batalla» (1965, teatro)
- «Los oficios terrestres» (1965)
- «Un kilo de oro» (1967)
- «¿Quién mató a Rosendo?» (1969)
- «Un oscuro día de justicia» (1973)
- «El caso Satanovsky» (1973)
- «Los oficios terrestres» (1986)
- «Cuento para tahúres y otros relatos policiales» (1987)
- «Ese hombre y otros papeles personales» (1995)

## Вшанування пам'яті
Про Родольфо Волша знято документальний фільм «Операція Волш» (2000), за який його режисери Густаво Гордільйо і Габріель Маріотто отримали низку нагород.
2012 року на честь 35-ї річниці вбивства Волша було відкрито інсталяцію «Відкритий лист письменника Військовій Хунті» у Меморіалі прав людини у Буенос-Айресі.
2013 року влада Буенос-Айреса перейменувала станцію Ентре-Ріос лінії E метрополітену Буенос-Айреса на честь Родольфо Волша. Саме поблизу цієї станції письменника було вбито. Також іменем Волша названо школи у м. Буенос-Айресі, Флоренсіо-Варела, Мар-дель-Платі, Адольфо-Гонсалес-Чавесі, Кордові, Ла-Платі.